# Fate (遊吟の曲)
「Fate」（フェイト）は、日本のフォークデュオ・遊吟のメジャー1作目（通算9作目）のシングル。

## 概要
- 前作「水花火」から約5か月ぶりにして、メジャーデビューシングル。アルバム『Days』と同時発売された。
- 表題曲はフジテレビ系列『あいのり』の主題歌に起用され[1]、2007年10月15日から1年間番組内でオンエアされた。デビュー曲が同番組の主題歌に起用されるのは、Miの「未来の地図」以来3年ぶり3組目となった。
- 今作からメンバーのクレジット表記が、平仮名から漢字に変わった。
- 初回生産限定盤と通常盤の2形態で発売され、初回生産限定盤には表題曲のミュージック・ビデオを収録したDVDが同梱された。
- オリコンチャート初登場4位を獲得。初のトップ10入りを果たした。

## 収録曲
| #  | タイトル   | 作詞・作曲 | 編曲     |
| -- | ---------- | ---------- | -------- |
| 1. | 「Fate」   | 伸治       | 長澤孝志 |
| 2. | 「方程式」 | 卓         | 長澤孝志 |
| 3. | 「咲く唄」 | 卓         | 宗本康兵 |

### 解説
1. Fate
インディーズ3rdシングル「ライン」をリアレンジした楽曲で、一部の歌詞はほぼ同じである。ミュージック・ビデオは秩父鉄道の車両基地で撮影された。
2. 方程式
3. 咲く唄

## 参加ミュージシャン
遊吟
- 卓：Vocal & Guitar & Tombourine (全曲)
- 伸治：Vocal & Guitar (全曲)

サポートミュージシャン
- 長澤孝志：Guitars & Programming (#1)
- 宗本康兵：Piano (#1)
- 西山史晃：Bass (#1)
- kenken：Drums (#1)

## タイアップ
- フジテレビ系列恋愛バラエティ番組『あいのり』主題歌 (#1)

## 収録アルバム
- ライン (#1)
- あいのり 1999-2009 THE BEST OF LOVE SONGS (#1)
- 上原隆のオールナイトニッポンサポーターズ presents 働楽～ドウラク (#2)